# Марцев, Пётр Павлович
Пётр Павлович Марцев (бел. Пётр Паўлавіч Марцаў, 14 апреля 1962, Минск, БССР — 13 сентября 2014, там же) — белорусский журналист и издатель. Создал, издавал и был главным редактором «Белорусской деловой газеты». Один из наиболее известных и авторитетных белорусских деятелей независимых постсоветских СМИ.

## Биография
Родился 14 апреля 1962 года в Минске, жил на улице Берсона. Когда Петру было 5 лет, его родители развелись, и он с матерью переехал в отдельную квартиру на Старовиленском тракте. Через непродолжительное время мать отдала его на воспитание бабушке, жившей в центре города в доме для партийных работников на Красноармейской, 13. В этом же доме жил первый секретарь ЦК КПБ Пётр Машеров.
Пётр окончил филологический факультет Белорусского государственного университета в 1984 году.
В 1984–1986 годах был учителем русского языка и литературы в минской школе рабочей молодёжи № 19, с 1986 по 1988 год работал корреспондентом, затем старшим редактором в Белорусском телеграфном агентстве. Был вынужден уволиться из агентства из-за участия в первом массовом оппозиционном митинге в урочище Куропаты 30 октября 1988 года.
Заведующий отделом журнала «Парус» (1989—1990), собственный корреспондент еженедельника «Коммерсантъ» в Беларуси, был директором корпункта «Коммерсантъ» и агентства «Постфактум» (1991—1993).
В 1992 году, заработав первые деньги на торговле компьютерами и автомобилями, начал издавать газету «Биржи и банки. Белорусская деловая газета», впоследствии — «Белорусская деловая газета». Издавал еженедельник «Имя» — первый белорусский таблоид (приложение к «Белорусской деловой газете»).
С 1997 года занял пост главного редактора «Белорусской деловой газеты». В том же году стал одним из основателей гражданской инициативы «Хартия-97».
С 2002 года — генеральный директор УП «Марат», издатель «Белорусской деловой газеты» и «БДГ. Для служебного пользования».
В марте 2006 года выход «Белорусской деловой газеты» был прекращён в связи с запретом на её печать в белорусских типографиях и распространением через «Белпочту» и «Белсоюзпечать».
Продюсер и один из авторов сценария документального фильма о Александре Лукашенко «Обыкновенный президент» (1996). (Премия Мира Берлинского кинофестиваля, 1997).
В последние годы жизни занимался рекламным, строительным и нефтяным бизнесом.
Умер 13 сентября 2014 года от острого лейкоза в возрасте 52 лет.

## Личная жизнь
Был 5 раз женат, имел дочь и двух сыновей.

## Оценки и награды
Марцев был одним из наиболее авторитетных деятелей постсоветской независимой прессы в Беларуси. Входил в двадцатку самых влиятельных представителей СМИ стран СНГ (2001).
Награждён почётным дипломом Белорусской ассоциации журналистов «За утверждение свободы слова в Беларуси».